# Mixófagos
Mixófagos (Myxophaga) são uma subordem de insectos coleópteros constituída por apenas quatro famílias e cerca de trinta espécies. Estes besouros têm menos de l mm de comprimento habitam preferencialmente ambientes aquáticos ou húmidos, onde se alimentam sobretudo de algas. O grupo caracteriza-se por antenas do tipo clava, dente articulado na mandíbula esquerda, asas franjadas com nervação reduzida, sutura notopleural presente e tarsos segmentados.